# Montastraea
Montastraea is een geslacht van neteldieren uit de klasse Anthozoa (bloemdieren).

## Soorten
- Montastraea aperta (Verrill)
- Montastraea cavernosa (Linnaeus, 1767)